# Полтергейст (екзопланета)
Полтергейст (Poltergeist), PSR B1257+12 c (спочатку мала назву PSR B1257+12 B) — екзопланета, що знаходиться на відстані приблизно 1957 світлових років від Землі у сузір'ї Діви. Вона є першою відкритою екзопланетою, і однією з трьох відкритих пульсарних планет, що обертаються навколо пульсара PSR B1257+12.
Планета більш ніж у 4 рази важча за Землю, і обертається навколо своєї зірки на відстані 0,36 астрономічних одиниць, приблизно за 66,5 діб. Оскільки вона і планета Драугр мають дуже близькі орбіти і маси, вони вносять замірюванні збурення в орбіти одна одної. Завдяки цим збуренням, маси планет стало можливим визначити більш точно.
Планета була відкрита в 1991 році польським астрономом Алексом Вольщаном за допомогою методу періодичних пульсацій.
У 2015 році отримала назву «Полтергейст». Сам пульсар PSR B1257+12 отримав тоді ж назву «Ліч».